# Meductic
Meductic è un centro abitato del Canada situata lungo il fiume Saint John nel sud della provincia del Nuovo Brunswick, approssimativamente a 33 chilometri a sud-est della città di Woodstock. Dal censimento del 2006 si è arrivati a contare una popolazione di 155 membri, facendo di Meductic il comune meno popoloso della provincia. 
Il suo nome deriva dalla parola "Metodic", che significa "la fine". Mons. Jean-Baptiste de la Croixx ha visitato l'area sulla via di Port-Royal. Egli scrisse: "Megogtek" è il primo forte in Acadia". L'ortografia di oggi è in uso sin dalla metà dell'Ottocento. Meductic è oggi sede di alcune imprese tra cui un caratteristico bed & breakfast e di un'impresa petrolifera. Uno storico ristorante della città ha chiuso i battenti nel 2004 per via dell'apertura di 4 nuove corsie della Trans-Canada Highway, che ha causato un drastico calo del traffico su quella che oggi è la Route 165. 
A Meductic ha sede anche la famosa azienda costruttrice di piatti musicali Sabian, fondata nel 1980, e rappresenta un'importante fonte di guadagno e di posti di lavoro.